# Fanny J
 (novembre 2024).
Si vous disposez d'ouvrages ou d'articles de référence ou si vous connaissez des sites web de qualité traitant du thème abordé ici, merci de compléter l'article en donnant les références utiles à sa vérifiabilité et en les liant à la section « Notes et références ».
Fanny Jacques, dite Fanny J, est une chanteuse française née le 6 octobre 1987 à Cayenne.

## Biographie
Née à Cayenne, de parents tous deux Guyanais, Fanny J est l'avant-dernière d’une fratrie de six enfants. Elle se découvre une passion pour la musique dès le plus jeune âge. Dans les années 2000, elle participe à deux concours de chant régionaux qui la sortiront de l’anonymat et qui marqueront le début de sa carrière. Très vite Fanny se démarque des autres chanteuses de zouk par son timbre de voix particulier n’étant pas sans rappeler celui de Toni Braxton ou de Whitney Houston.
En 2007, Fanny est repérée par Warren, un artiste compositeur et producteur guyanais, qui écrit et compose pour elle le titre Ancrée à ton port. Le titre se place très rapidement en tête de classement des hits Zouk 2007. Cette même année Warren réalise et compose le premier album de Fanny intitulé Vous les Hommes.
Fin 2010, soit trois années après son premier album, elle revient avec Secrets de Femme, toujours réalisé par Warren qui se place directement en tête de plusieurs classements de ventes d'albums. Le 26 décembre 2010, Fanny J remporte le pari de remplir le Zénith de Paris. Le 7 avril 2012, elle investit la salle mythique de l'Olympia. Elle a également publié un chant intitulé Besoin de toi.

### Jeunesse et début de carrière (1987-2007)
Fanny J poursuit sa scolarité et sans prendre aucun cours de musique, elle parvient à reproduire à la flûte toutes les mélodies qu'elle entend. Elle admire les chanteuses à voix telle que Lauryn Hill, Mariah Carey ou Whitney Houston.
Alors qu'elle est encore au collège, Fanny J s'inscrit à la première édition de Révélation Podium, son premier concours de chant populaire en Guyane, qu’elle a gagnée grâce au titre My all de Mariah Carey.
Un an plus tard, elle récidive et s’inscrit au Podium Inter-Lycées de Guyane. Là encore, elle décroche la première place avec l’un des plus gros tubes de Toni Braxton, Unbreak my heart. À cette occasion, elle fait la connaissance du parrain du télé-crochet qui deviendra également son mentor, Warren. Warren, jouit déjà d'une certaine notoriété dans le monde du zouk et la prend sous son aile. Il lui écrit sa première chanson On t'a zappé qu'elle interprétera avec Krystelle, une autre candidate du concours ayant obtenu le coup de cœur du jury.
En 2006, Fanny J quitte la Guyane pour aller s’installer à Limoges pour poursuivre ses études. Une fois en métropole, elle prépare tant bien que mal son premier album en parallèle, toujours sous la houlette de Warren en faisant des aller-retour entre Limoges et la capitale.

### Vous les Hommes(2007-2009)
La première édition de Vous les hommes sort en 2007 et contient 16 morceaux. Ce premier opus regroupe divers univers musicaux et des chansons dans plusieurs langues, produit par le label Section Zouk. Un an plus tard, l’album est réédité et l’artiste décroche une licence chez Warner Music. À cette même période, Fanny devient Fanny J et l'album avec Vous les hommes compte deux nouveaux titres.
C’est Ancrée à ton port qui lance réellement la carrière de la chanteuse en 2007. La voix de Fanny J ainsi que le refrain simple de la chanson s'exporte au-delà des Caraïbes. Son tube aura droit à un remix avec le rappeur Mokobé ainsi qu’à une « réponse » sur l’album de Warren. Sur l’album, figurent aussi d’autres tubes tels que Je l’aime qui raconte l’histoire d'une femme délaissée qui retrouve l’amour dans les bras d’un autre homme que le sien, ou encore Sé taw.
En 2009, la chanteuse donne son premier concert live sur sa terre natale, en Guyane. Le public répond largement présent pour soutenir l'enfant du pays.
Le succès de ce premier album est inespéré selon les aveux mêmes de la chanteuse qui part en faire la promotion en Europe, en Afrique et aux États-Unis. L’album s’écoule à plusieurs dizaines de milliers d’exemplaires et remporte une multitude de récompenses.

### Secrets de Femme(2010-2014)
Avec Secrets de Femme, Fanny J signe son grand retour sur les ondes avec une musique plus élaborée, aux nouvelles sonorités et des collaborations inédites. De ce fait, on retrouve la griffe de Nickenson Prudhomme sur Lè ou jwenn lanmou, l'un des titres phares de l’album ainsi que la participation de l’artiste suédois, Million Stylez sur Me and You.
C'est le morceau Okay et son remix signé par le rappeur Black Kent, qui est choisi comme titre promotionnel au cours de l’été 2010. Le clip quant à lui, crée le buzz sur internet. Par ailleurs, la chanteuse resserre un peu plus les liens avec la Guadeloupe au travers de ses collaborations avec les artistes Admiral T, Krys et Slaï. Pour ce deuxième album qui comporte 20 titres (dont 16 inédits), la même équipe l'accompagne avec Warren à la réalisation et Harold Singamalon à la production. Après avoir été maintes fois repoussé, l'album sort enfin le 6 décembre 2010. Les craintes que ce nouvel album soit moins bien accueilli que Vous les Hommes sont très vite oubliées car dès sa sortie, il se classe à la tête des ventes aux Antilles-Guyane et en dans certains pays d’Afrique subsaharienne.
Dans sa discographie, Fanny J compte des duos et autres collaborations avec Soumia, Thayna ou Warren. En 2010, elle a été choisie par Warner pour faire le remix en français du tube Watcha say avec Jason Derulo.
En 2012, Fanny J quitte le label Section Zouk, et prépare la sortie de son prochain album toujours en collaboration avec Warren. Ensemble, ils s'associent et créent le label UM Music qui regroupent également les artistes zouk Thayna, Axelle Benth...
En 2013, elle interprète une nouvelle version du célèbre titre Maldòn des Zouk Machine aux côtés de Louisy Joseph et de Lynnsha, extrait de la compilation Tropical Family on la retrouve également en duo sur le titre la vie en blues du quatrième album de Warren intitulé Musikotherapy.

### Mes Vérités(2014-2015)
Le 10 novembre 2014, elle sort son nouvel album de 14 chansons intitulé Mes vérités et produit par Aztec Musique. Après le titre Aucune larme, qui a fait un carton pendant l'été 2014, le deuxième extrait de cet album, le titre Dis le moi connait le même succès. Il se hisse à la 8e place au classement général d'Itunes et à la première place du hit parade Rci.

### Pause
En 2015, après la sortie des morceaux comme Soley ou Raggots en featuring avec Jahyanaï, Fanny J décide de prendre une pause musicale de 2 ans. C'est lors de son concert complet au Bataclan à Paris qu'elle l’annonce. Après ses concerts prévus le 24 juin en Martinique et le 26 juin en Guadeloupe, elle mit fin à la tournée « Mes Vérités tour » pour prendre du recul.

### Retour
En novembre 2017, elle revient sur le devant de la scène en sortant un nouveau morceau « Toi Et Moi ».
À la suite de l'annulation de son concert « retour » par un organisateur en Martinique, Fanny J raconte toute l'histoire dans le titre « Et Dis Moi » en featuring avec Dj Jackson. Elle sort aussi le single « Ma Conscience » en featuring avec Joyce (artiste Guyanaise). Fanny J signe son retour musical avec ces deux titres. 
Fanny J annonce lors d'une interview la sortie de son EP « Love » prévu pour l'année 2020.
En mars 2020, elle participe à la BO du court-métrage « Plus Jamais » by Jacksound Studio sur le titre Aie Confiance avec Dj Jackson. Ce titre parle des violences faites aux femmes.
Elle sort en 2021, le morceau L’amour et la passion en collaboration avec Dj Fly,.
Elle revient en 2022 avec le morceau Le gars d’une autre.
Le 25 avril 2024, Fanny J fait un retour remarqué sur la scène de la cérémonie des Flammes : pas annoncée au public, elle vient chanter un medley de ses titres notamment « Okay », « Ancrée à ton port » et plusieurs autres, repris à l'unisson par les spectateurs présents.
En 2025, elle devient la première artiste zouk à remplir Bercy seule.

## Vie privée
Après une tournée aux Antilles, Guyane et La Réunion, le 29 juin 2019, elle annonce la naissance de sa fille dont le père est le chanteur Guyanais Warren avec qui elle est en couple depuis quelques années.

## Albums
- 2007 : Vous les hommes (première édition sortie chez Section Zouk Records)
- 2008 : Vous les hommes (réédition chez Warner Music France)
- 2010 : Secrets de femme[9]
- 2014 : Mes vérités[10],[11]

## Singles et clips
- 2003 : Je l'aime
- 2007 : Laisse moi du temps
- 2007 : Mes regrets
- 2007 : Se taw
- 2007 : Plus de mensonges (Feat. Marvin)
- 2007 : On t'a zappé" (Feat. Kryst'l)
- 2007 : Ancrée à Ton Port
- 2007 : Tu peux me trahir
- 2008 : Encore une fois
- 2008 : Wonderful (Feat. Missié GG)
- 2009 : Sa ké ya
- 2009 : Mon iréel (Feat. Kamnouze sur l'album Sensations suprêmes)
- 2010 : Okay (Feat. Black Kent)
- 2010 : Radio
- 2011 : Gucci
- 2011 : Bay Love (Feat. Admiral T également sur l'album Instinct Admiral)
- 2011 : Lè Ou Jwen Lanmou
- 2012 : Je t'aime encore
- 2013 : Maldon (remix) (Feat. Louisy Joseph et Lynnsha sur l'album Tropical Family)
- 2013 : La vie en blues (Feat. Warren sur l'album Musikotherapy)
- 2014 : Aucune larme
- 2014 : Dis le moi
- 2014 : Kizombaby (Feat. Jacky Brown et La Harissa sur l'album La Harissa)
- 2015 : Matelot
- 2015 : Soley
- 2015 : Ragots (Feat. Jahyanai King)
- 2017 : Toi et Moi
- 2018 : Et Dis Moi (Feat. DJ Jackson)
- 2018 : Ma Conscience (Feat. Joyce)
- 2020 : Il était une fois
- 2020 : "Love (Que t'aimer)"
- 2020 : Aie Confiance (Feat. DJ Jackson)
- 2021 : L'Amour et la Passion (Feat. DJ Fly)
- 2022 : Le gars d’une autre
- 2022 : Palé
- 2023 : Cordialement (Feat. Nesly)

## Récompenses
- 2008 :
  - Lindor de la musique guyanaise de l’artiste interprète de l’année
  - Lindor de l’album single/compas de l’année
  - Lindor de la chanson de l’année
  - Trophées des arts afro-caribéens : Artiste révélation de l’année
- 2009 :
  - Prix SACEM de la meilleure interprète féminine
  - Lindor : Concert de l’année
  - Trophées des arts afro-caribéens : Meilleur clip pour Mon irréel featuring Kamnouze
- 2018 :
  - Lindor Single zouk de l'année  : Fanny J - Toi et moi
  - Lindor Duo/collaboration de l'année :  Fanny J featuring Joyce — Ma conscience
- 2019 :
  - Hit Lokal Awards : Artiste féminine zouk de l'année